# سونی اریکسون اکسپریا مینی
سونی اریکسون اکسپریا مینی (به انگلیسی: Sony Ericsson Xperia mini) یک تلفن هوشمند اندرویدی از سونی اریکسون می‌باشد که در اوت ۲۰۱۱ منتشر شد. این گوشی اکنون دیگر تولید نمی‌شود.

## بررسی اجمالی
در اکسپریا مینی سیستم عامل اندروید نسخه ۲٫۳ موسوم به Gingerbread (شیرینی زنجفیلی) مورد استفاده قرار می‌گیرد، که به گفته شرکت سازندهٔ آن، امکان بروزرسانی این گوشی به نسخه ۴٫۰ اندروید موسوم به Ice Cream Sandwich (بستنی حصیری) نیز وجود خواهد داشت.

### قابلیت‌های صفحه نمایش
- صفحه نمایش ضدخش (Scratch-Resistant Glass)
- مجهز به موتور براویای سونی (Sony Mobile BRAVIA Engine)
- مالتی‌تاچ با قابلیت دریافت چندین لمس هم‌زمان (Multi-Touch Input Method)
- دارای رابط کاربری Timescape UI

### قابلیت‌های دوربین
- بزرگنمایی دیجیتال، تا ۸ برابر (Digital Zoom - Up To 8x)
- گشودگی دریچه دیافراگم f/2.6
- قابلیت فوکوس لمسی (Touch Focus)
- مجهز به لرزشگیر دست برای جلوگیری از تار شدن عکس‌ها (Image Stabiliser)
- دارای لرزشگیر تصویر برای فیلم‌برداری (Video Stabiliser)
- مجهز به ردیاب خودکار چهره (Face Detection)
- دارای ردیاب خودکار لبخند (Smile Detection)
- روشن شدن فلاش در هنگام فیلم‌برداری برای گرفتن فیلم در شرایط نوری ضعیف (Video Light)
- قابلیت کاهش قرمزی چشم (Red-eye Reduction)

### نقاط قوت
- قرارگیری امکانات بسیار پیشرفته و High End در ابعادی بسیار کوچک
- سطح بدنه و نمایشگر ضد خش
- بهره‌گیری از سیستم عامل اندروید ۲٫۳
- صفحه نمایش با فناوری براویای سونی برای ارائه کیفیت تصاویر بهتر
- دوربین بسیار پیشرفته و باکیفیت

### نقاط ضعف
- فاقد دوربین دوم برای مکالمه تصویری (البته در مدل پرو دوربین مکالمه تصویری موجود است)